# 25-мм автоматическая зенитная пушка образца 1940 года (72-К)
25-мм автомати́ческая зени́тная пу́шка образца́ 1940 го́да (72-К) — советская зенитная пушка периода Великой Отечественной войны. Это орудие было разработано в конце 1939 — начале 1940 года конструкторским бюро завода № 8 им. Калинина под руководством М. Н. Логинова, непосредственным руководителем проекта был Л. А. Локтев. В качестве разработанного заводом им. Калинина изделия 25-мм зенитный автомат имел заводской индекс 72-К, а после принятия его на вооружение Рабоче-Крестьянской Красной Армии (РККА) в середине 1940 года орудие получило второе официальное обозначение — 25-мм автоматическая зенитная пушка обр. 1940 г.
Ряд конструктивных решений зенитного автомата 72-К был заимствован от 37-мм автоматической зенитной пушки обр. 1939 г. (61-К). Некоторые из них, например, установка вращающейся части орудия на неотделяемой четырёхколёсной повозке, являются объектом критики на основании сравнения с аналогичными по классу зарубежными зенитными пушками. Однако в целом 25-мм зенитная пушка обр. 1940 г. соответствовала требованиям армейского руководства и по баллистическим свойствам — мировому уровню.
Зенитные автоматы 72-К предназначались для противовоздушной обороны уровня стрелкового полка и в РККА занимали промежуточное положение между крупнокалиберными зенитными пулемётами ДШК и более мощными 37-мм зенитными пушками 61-К. Однако из-за трудностей с освоением их серийного производства в значительном числе 25-мм зенитные пушки появились в Красной Армии только во второй половине войны. Зенитные автоматы 72-К и спаренные установки 94-КМ на их базе с успехом применялись против низколетящих и пикирующих целей, долгое время состояли на вооружении Советской Армии после окончания Великой Отечественной войны. Их замена на более современные ЗУ-23-2 началась лишь с первой половины 1960-х годов.
25-мм автоматическая зенитная пушка предназначается для стрельбы по низколетящим самолётам на дальности до 2400 м и на высотах до 2000 м.
Чрезвычайно подвижную и способную быстро переходить из походного положения в боевое и обратно 25-мм зенитную пушку можно с большим успехом использовать для противовоздушной обороны войсковых колонн на марше и боевых порядков частей.
25-мм зенитную пушку при применении бронебойного снаряда можно также использовать для усиления противотанковой обороны.

## История

### Предпосылки
В Вооружённых силах Российской империи автоматические пушки калибра менее 37 мм на вооружении не стояли. Работы по таким орудиям начались в СССР в конце 1920-х годов, когда в конструкторском бюро Ковровского завода были созданы экспериментальные образцы 25-мм автоматических зенитных пушек. Калибр 25 мм ранее в российской и советской практике не использовался (единственным исключением являются закупленные в 1879 году Морским ведомством в количестве 35 штук шведские 25,4-мм четырёхствольные скорострельные пушки Пальмкранца). Опытные орудия, разработанные при участии известного конструктора В. А. Дегтярёва, имели автоматику, работающую за счёт отвода пороховых газов из канала ствола. Два изготовленных образца орудий были испытаны на полигонных лафетах в 1929—1930 годах, однако на вооружение данные пушки приняты не были.
Стимулом для разработки послужил количественный и качественный рост характеристик авиации в 1920—1930 годах, а также необходимость дифференцировать зенитную артиллерию по уровням армейской иерархии подчинения. В качестве средств ближней противовоздушной обороны рассматривались зенитные пулемёты как винтовочного калибра, так и крупнокалиберные, а также зенитные автоматические пушки в двух категориях по огневой мощи — калибров 20—25 мм и 37—45 мм. При этом обеспеченность РККА современными средствами ПВО расценивалась как неудовлетворительная. В частности, в 1929 году СССР не имел вообще крупнокалиберного пулемёта на вооружении и в серийном производстве, то же самое касалось и положения дел в области зенитных автоматов калибра 20—25 мм. Не намного лучше оно было и в области калибров 37—45 мм: на вооружении состояли морально устаревшие образцы эпохи Первой мировой войны, а попытка запустить в серию даже их модернизированный вариант в лице 37-мм зенитной пушки обр. 1928 г. провалилась. Похожая ситуация имела место и в полевой артиллерии, поэтому с учётом слабости советской конструкторской школы было принято решение обратиться к зарубежной помощи в разработке артиллерийских систем различных классов и назначения. Исходя из текущей международной ситуации в конце 1920-х гг. партнёром в оказании такой помощи могла быть только Веймарская республика, с которой уже был заключён ряд дипломатических и торговых соглашений.

### Работы над орудиями калибра 20 и 23 мм

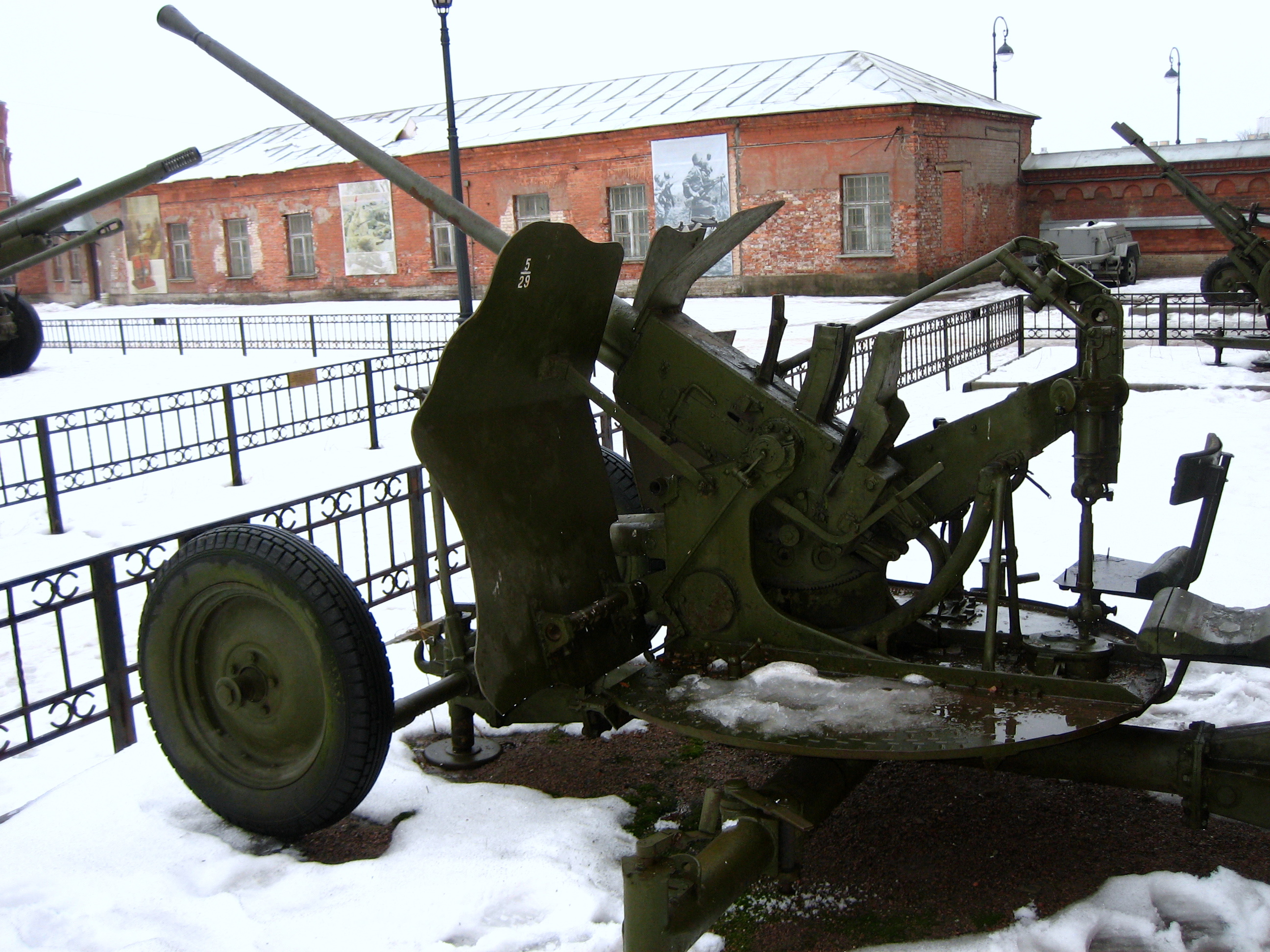
Вид на 72-К слева. Пушка в боевом положении

В 1930 году СССР и немецкая фирма «Рейнметалл» в лице подставного ООО «БЮТАСТ» заключили договор на поставку ряда образцов артиллерийского вооружения, в том числе и автоматических зенитных пушек. Согласно условиям договора, фирмой «Рейнметалл» в СССР были поставлены два образца 20-мм автоматической зенитной пушки и полная конструкторская документация на это орудие. Оно было принято в Советском Союзе на вооружение под официальным названием «20-мм автоматическая зенитная и противотанковая пушка обр. 1930 г.». В 1931—1933 годах завод им. Калинина пытался освоить серийное производство таких зениток, присвоив им индекс 2-К. В 1932 году заводу удалось сдать лишь 3 орудия при плане в 100 пушек, в следующем — ещё 61 орудие, после чего их серийное производство было завершено. Предприятию так и не удалось освоить технологию производства этих пушек — детали каждого изготовленного автомата подгонялись вручную и в целом качество изготовленной продукции было крайне низким — уже в 1936 году на вооружении РККА осталась лишь 31 такая пушка, не считая 8 учебных орудий. В Германии доработанный вариант пушки был принят на вооружение и массово выпускался под индексом 2 cm Flugabwehrkanone 30.
В 1935 году конструкторы Ковровского завода предложили приспособить для зенитной стрельбы 20-мм авиационную автоматическую пушку ШВАК. В 1936 году орудие испытывалось на двух различных лафетах, однако испытания не увенчались успехом и на вооружение эта артиллерийская система не принималась. В 1939 году конструкторское бюро под руководством Я. Г. Таубина предложило создать зенитное орудие на базе собственной разработки — 23-мм авиационной пушки МП-6. Однако на момент ареста Таубина, 16 мая 1941 года, это орудие всё ещё находилось в неработоспособном состоянии, в дальнейшем его разработка была прекращена.

### Создание
В 1939 году на заводе им. Калинина, в подмосковном Калининграде, началась разработка 25-мм автоматической зенитной пушки, предназначенной для противовоздушной обороны уровня стрелкового полка. При проектировании этой системы широко использовался опыт создания 37-мм автоматической зенитной пушки обр. 1939 г. (61-К), которое на тот момент уже было для конструкторского коллектива пройденным этапом. Новое орудие изначально получило заводской индекс ЗИК-25, позднее заменённый на 72-К. 11 октября 1939 года опытный образец зенитного автомата поступил на заводские испытания, следующей стадией проверки новой конструкции стали полигонные испытания с 15 апреля по 25 мая 1940 года. В ходе полигонных испытаний были отмечены значительная вибрация орудия и отрыв трассёров от снарядов, в связи с чем было рекомендовано изготовить новые снаряды без этого конструктивного дефекта. Однако перечисленные недостатки не стали препятствием для принятия в том же году пушки на вооружение под официальным названием «25-мм автоматическая зенитная пушка обр. 1940 г.». Главному конструктору так и не удалось увидеть орудие в серийном производстве — 28 октября 1940 года М. Н. Логинов скончался от туберкулёза. Конструкторское бюро возглавил его заместитель Л. А. Локтев, который также внёс значительный вклад в создание 72-К.

### Совершенствование орудия

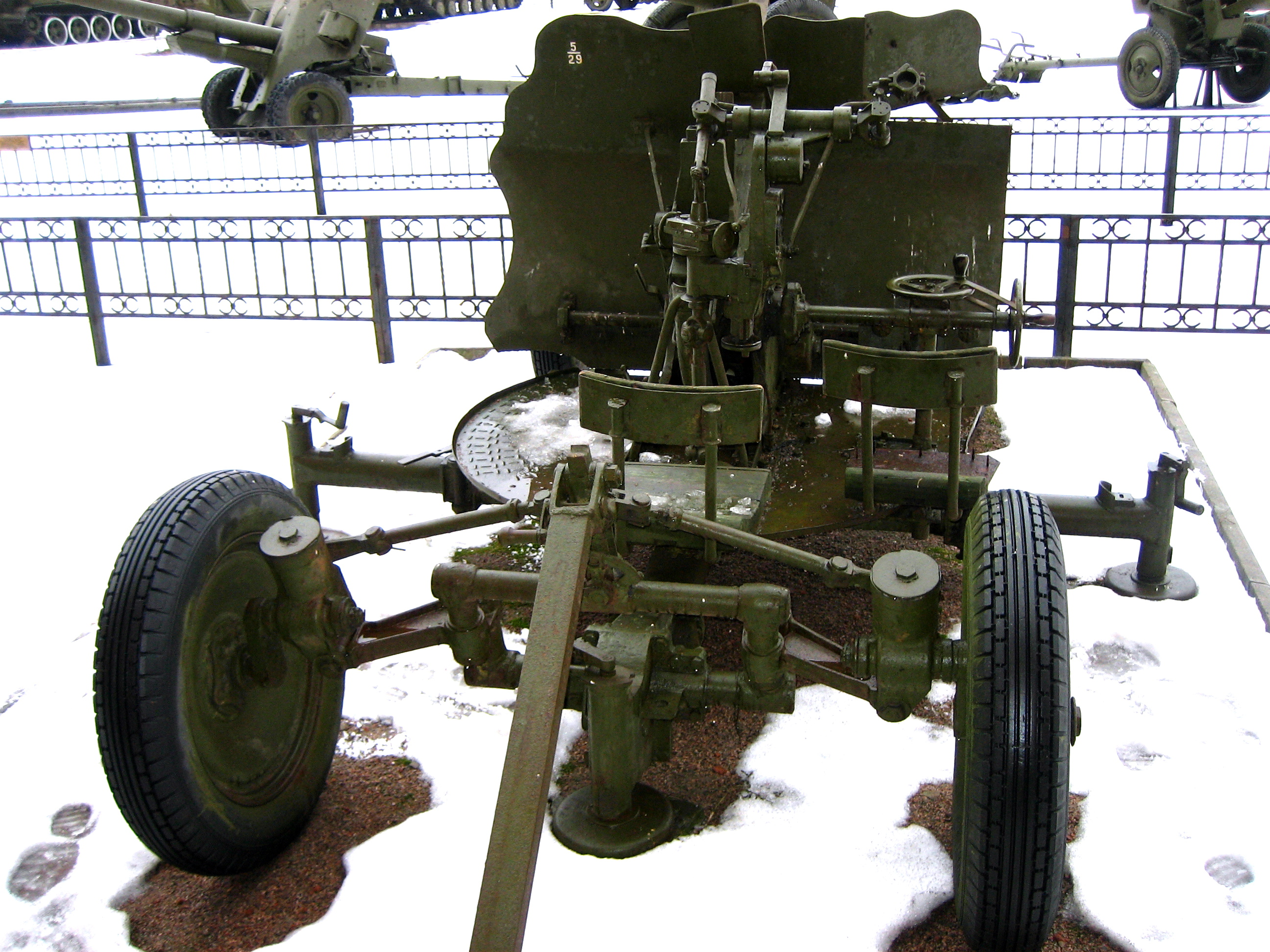
Вид на орудие сзади

В процессе серийного выпуска в конструкцию 72-К неоднократно вносились небольшие изменения; эти усовершенствования были направлены в первую очередь на повышение технологичности производства. Важным нововведением с 1943 года стало щитовое прикрытие, способное выдержать попадания винтовочных пуль и мелких осколков. Это благоприятно сказалось на выживаемости расчёта под огнём стрелкового оружия противника. В некоторой степени оно обеспечивало защиту и от огня авиационного пушечно-пулемётного вооружения.
В конце 1943 года в КБ завода № 88 на базе 72-К была создана спаренная установка 94-К, представлявшая собой комбинацию двух 25-мм зенитных автоматов на повозке от 37-мм пушки 61-К. В 1944 году орудие прошло полигонные испытания, после чего было доработано и принято на вооружение под официальным названием «25-мм зенитная пушка обр. 1944 г.» (заводской индекс 94-КМ). В том же КБ были спроектированы ещё две артиллерийских системы калибра 25 мм. Первой из них стала известная под индексом З-5 счетверённая зенитная автоматическая установка, второй — горная вьючная зенитная автоматическая установка. Ни одна из них на вооружение не принималась.

### Серийное производство
Серийный выпуск 72-К был начат на заводе им. Ворошилова в 1941 году, однако освоение автомата в производстве затянулось, и к началу Великой Отечественной войны военной приёмке не удалось сдать ни одного орудия. После начала войны возникли дополнительные проблемы с изготовлением повозок для орудия; выход был найден в установке вращающихся частей пушек на платформы грузовых автомобилей и бронепоезда. По декабрь 1941 года включительно в Красную Армию поступило около 200 импровизированных 25-мм зенитных самоходных установок на шасси ГАЗ-ММ. Около 100 было передано для вооружения бронепоездов. Всего в 1941 году удалось выпустить 328 72-К. В 1942 году изготовлением зенитных автоматов этого типа занимались заводы № 172 и № 4, однако массовый выпуск орудий оказался им не по силам — за год им вместе удалось сделать лишь 236 пушек.
С 1943 года к производству 25-мм зенитных пушек обр. 1940 г. подключился завод № 88, который успешно преодолел возникшие трудности. На этом предприятии был налажен крупносерийный выпуск 72-К, в конструкцию которых был внесён ряд изменений, улучшавших в первую очередь технологичность производства. Кроме базовой одноствольной модели в 1944—1945 годах также выпускался её спаренный вариант 94-КМ. С окончанием войны в 1945 году производство 72-К было завершено. После этого в Советском Союзе зенитные автоматы, находящиеся в том же классе, что и 72-К, не выпускались; лишь в 1960 году на вооружение была принята новая 23-мм автоматическая зенитная пушка ЗУ-23 (2А14).
| Производство 25-мм автоматических зенитных пушек обр. 1940 г. и 1944 г., шт. |                  |      |      |      |      |      |       |
| Вариант установки                                                            | Производитель    | 1941 | 1942 | 1943 | 1944 | 1945 | Всего |
| 72-К                                                                         | № 4 (Коломна)    | 276  |      |      |      |      | 276   |
| 72-К                                                                         | № 4 (Красноярск) |      | 125  |      |      |      | 125   |
| 72-К                                                                         | № 88 (Мытищи)    |      |      | 1486 | 2353 | 485  | 4324  |
| 72-К                                                                         | № 172 (Молотов)  | 52   | 111  |      |      |      | 163   |
| Всего                                                                        | Всего            | 328  | 236  | 1486 | 2353 | 485  | 4888  |
| 94-КМ                                                                        | № 88 (Мытищи)    | —    | —    | —    | 12   | 225  | 237   |

| Производитель   | сентябрь | октябрь | ноябрь | Всего |
| --------------- | -------- | ------- | ------ | ----- |
| № 4 (Коломна)   | 122      | 154     |        | 276   |
| № 172 (Молотов) |          | 6       | 46     | 52    |
| Всего           | 122      | 160     | 46     | 328   |

### Боевое применение
Согласно руководству службы орудия, главной его задачей признавалась борьба с воздушными целями на дальностях до 2,4 км и на высотах до 2 км. В случае необходимости пушка может быть успешно использована и для стрельбы по наземным целям, в том числе по лёгким танкам и бронемашинам. Изначально орудие предназначалось для противовоздушной обороны стрелковых полков, но фактически в годы Великой Отечественной войны в штатах стрелковых полков зенитные орудия отсутствовали. В годы войны 25-мм зенитные пушки поступали в самые разные подразделения, зачастую заменяя штатные 37-мм зенитки 61-К (в частности, на 9 июля 1943 года 32-я танковая бригада 29-го танкового корпуса имела 3 пушки 72-К вместо положенных по штату 61-К). Некоторое количество 72-К использовалось в войсках ПВО страны, в виде как стационарных, так и обычных установок (в частности, известна фотография 72-К, установленной на крыше городского здания). Кроме того, данные орудия активно использовались в качестве зенитного вооружения бронепоездов.
По состоянию на 22 июня 1941 года зенитных пушек калибров 20 и 25 мм в Красной Армии не имелось. Данные о наличии 25-мм зенитных автоматов в войсках, их потерях, объёмах производства и количестве израсходованных боеприпасов к ним приведены в следующей таблице:
| Статистика использования 25-мм автоматических зенитных пушек обр. 1940 г. и 1944 г. |                   |                             |       |       |              |
| Период                                                                              | 22.VI—31.XII.1941 | 1942                        | 1943  | 1944  | 1.I—9.V.1945 |
| Наличие на конец периода, шт.                                                       | ≈300              | ≈400                        | ≈1800 | ≈3900 | ≈4300        |
| Потери за период, шт.                                                               | 104               | 40                          | ≈100  | ≈300  | ≈100         |
| Расход боеприпасов за период, тыс. шт.                                              | 135               | 383,5                       | 339,6 | 707,6 | 212,4        |
| Произведено боеприпасов за период, тыс. шт.                                         | 260               | 698 (остаток на конец года) | ?     | ?     | ?            |

Также достойно внимания то обстоятельство, что в сравнении с 37-мм пушками 61-К масштаб боевого применения 25-мм зенитных автоматов был практически на порядок меньше; в частности в 1944 году расход боеприпасов калибра 37 мм составил 7 млн 164,4 тыс. снарядов против 707 тыс. для калибра 25 мм.

## Описание конструкции

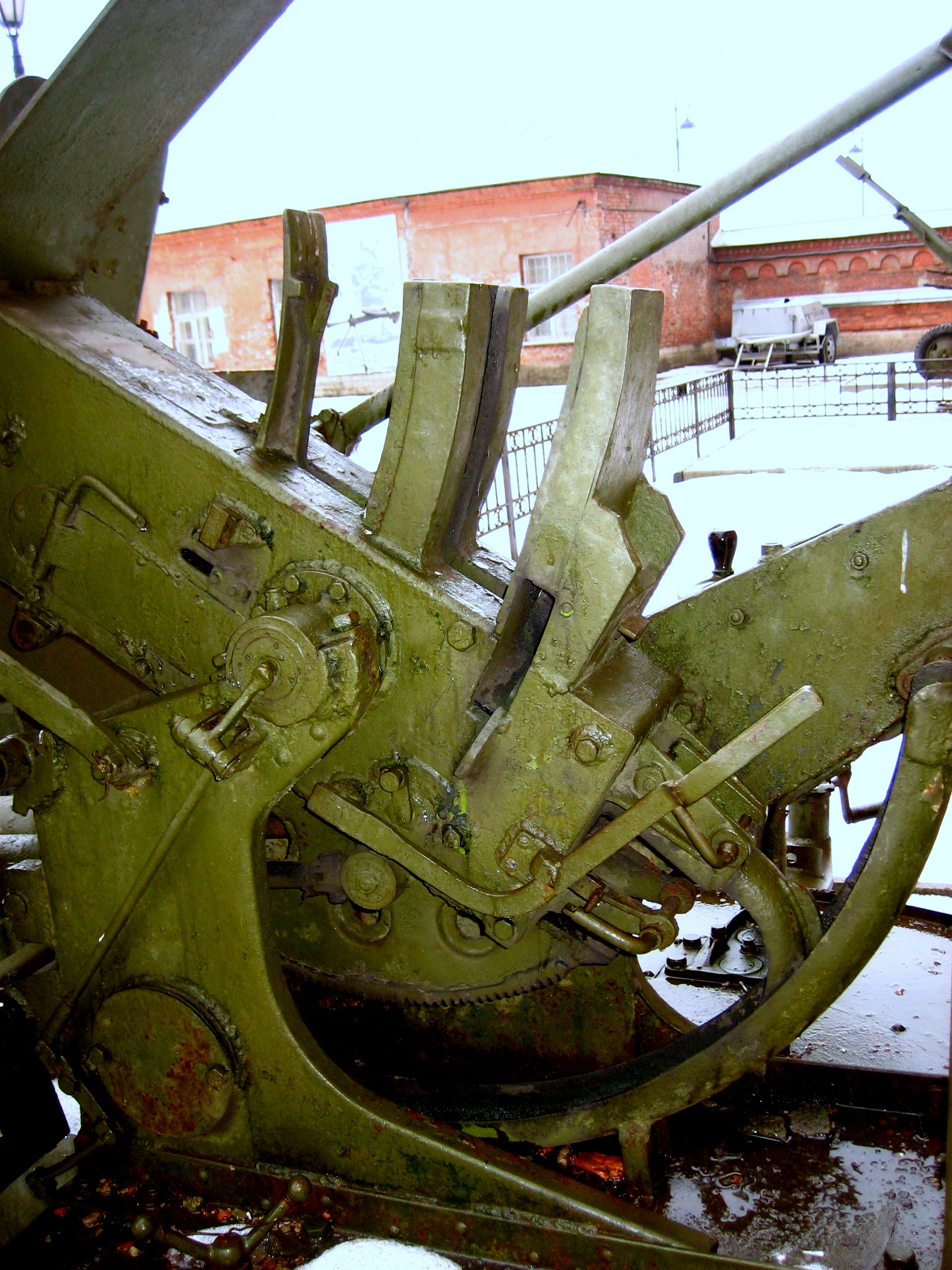
Казённая часть орудия

25-мм автоматическая зенитная пушка образца 1939 года представляет собою одноствольное малокалиберное автоматическое зенитное орудие на четырёхстанинном лафете с неотделяемым четырёхколёсным ходом. Конструкция орудия имеет много общих черт с конструкцией 37-мм автоматической зенитной пушки обр. 1939 г. Автоматика пушки основана на использовании силы отдачи по схеме с коротким откатом ствола, при этом затвор перемещается в направлении, которое не совпадает с направлением движения ствола. Отпирание и открывание затвора происходит во время отката ствола, а закрывание и запирание — после наката ствола и досылки очередного патрона. Затвор орудия не имеет поступательного движения относительно ствола, ствол вместе с затвором откатывается на длину меньшую, чем длина патрона, досылка патрона производится специальным механическим досылателем. Все действия, необходимые для производства выстрела (открывание затвора после выстрела с экстрагированием гильзы, взведение ударника, подача патронов в патронник, закрывание затвора и спуск ударника) производятся автоматически. Вручную осуществляется прицеливание, наведение орудия и подача обойм с патронами в магазин. Конструктивно орудие состоит из следующих частей:
- автомат, в состав которого, в свою очередь, входят:
  - ствол с затвором,
  - механизмы автоматического заряжания,
  - противооткатные устройства,
  - люлька;
- автоматический зенитный прицел;
- повозка;
- станок с механизмами наводки, уравновешивающим механизмом и щитовым прикрытием.

Ствол и люлька составляют качающуюся часть пушки, станок с качающейся частью является вращающейся частью орудия. Расчёт орудия состоит из шести человек.

### Ствол

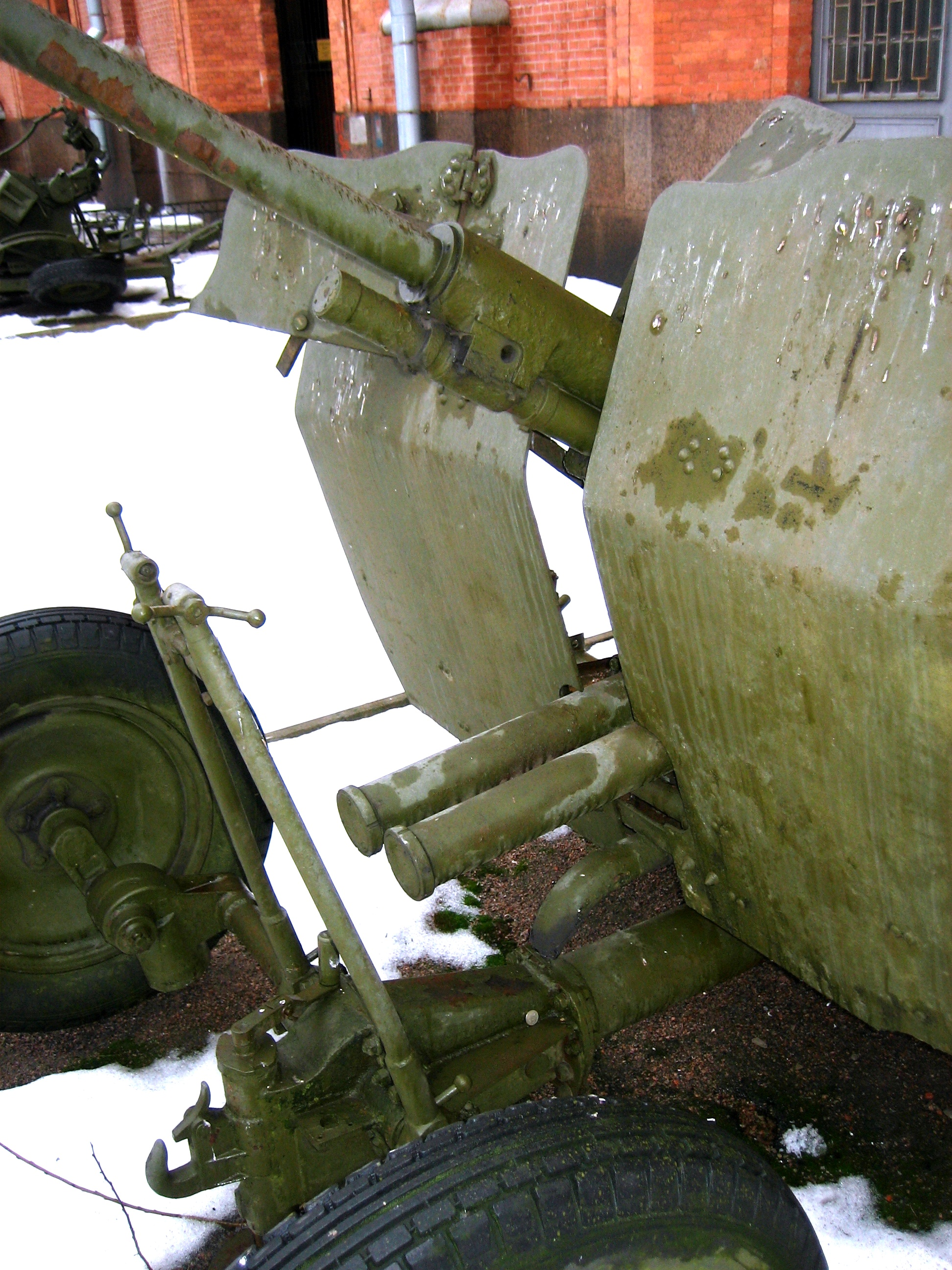
Вид спереди-слева. Хорошо видны щитовое прикрытие, противооткатные устройства и уравновешивающий механизм

Ствол орудия состоит из трубы, казённика и пламегасителя. Труба служит для направления полёта снаряда и придания ему вращательного движения, канал трубы разделяется на нарезную часть и патронник, соединяемые коническим скатом, в который при заряжании упирается ведущий поясок снаряда. Нарезная часть имеет 12 нарезов постоянной крутизны с углом наклона 7°10′, длина хода нарезов 25 калибров, глубина нарезов 0,29 мм, ширина нареза — 4,4 мм, ширина поля — 2,14 мм. Длина каморы — 232 мм, объём 0,120 дм³. Пламегаситель служит для предохранения наводчиков от ослепления при выстреле и смягчения резкого звука выстрела. Длина ствола без пламегасителя — 82,6 калибра (2,065 м), с пламегасителем — 2,246 м. Вес трубы ствола с пружиной накатника и пламегасителем — 43 кг. Ввиду высокой начальной скорости снаряда и значительного нагрева ствола вследствие большой скорострельности орудия, ствол при стрельбе быстро изнашивается. В связи с этим, предусмотрена возможность быстрой смены трубы ствола в полевых условиях силами расчёта. Живучесть ствола орудия составляла 1200—1300 выстрелов.

### Затвор и механизм автоматического заряжания
Зенитный автомат 72-К оснащался вертикально падающим затвором клинового типа. Открывание и закрывание затвора происходит при движении клина в пазу казённика вверх и вниз. Автоматическое открывание затвора производится копиром, расположенным на люльке слева, открывание вручную — рукояткой, расположенной там же. Затвор состоит из запирающего, ударного, выбрасывающего механизмов и копира. Устройство затвора позволяет вести как автоматический, так и одиночный огонь. Кроме того, имеется механизм взаимной замкнутости, автоматически прекращающий стрельбу в том случае, если заряжающий не успевает подать в магазин очередную обойму с патронами, и также автоматически возобновляющий стрельбу без перезаряжания после подачи патронов. Механизм автоматического заряжания предназначен для непрерывной подачи патронов в патронник, состоит из магазина и лотка с досылателем. Заряжание производится из обойм на 7 патронов, вручную подаваемых сверху в магазин заряжающим, причём новая обойма может быть подана до израсходования предыдущей, что обеспечивало возможность ведения непрерывного огня, ограниченного лишь навыками заряжающего и интенсивностью нагрева ствола.

### Люлька и противооткатные устройства
Люлька служит для направления движения ствола при откате и накате, а также для размещения противооткатных устройств, установлена в цапфенных гнёздах станка. Тормоз отката гидравлический, имеет пружинный компенсатор для регулирования объёма жидкости в случае её разогрева при длительной стрельбе, заполняется 0,255 л жидкости. Длина отката от 118 до 136 мм. Накатник пружинный, собран на стволе.

### Станок и механизмы наведения

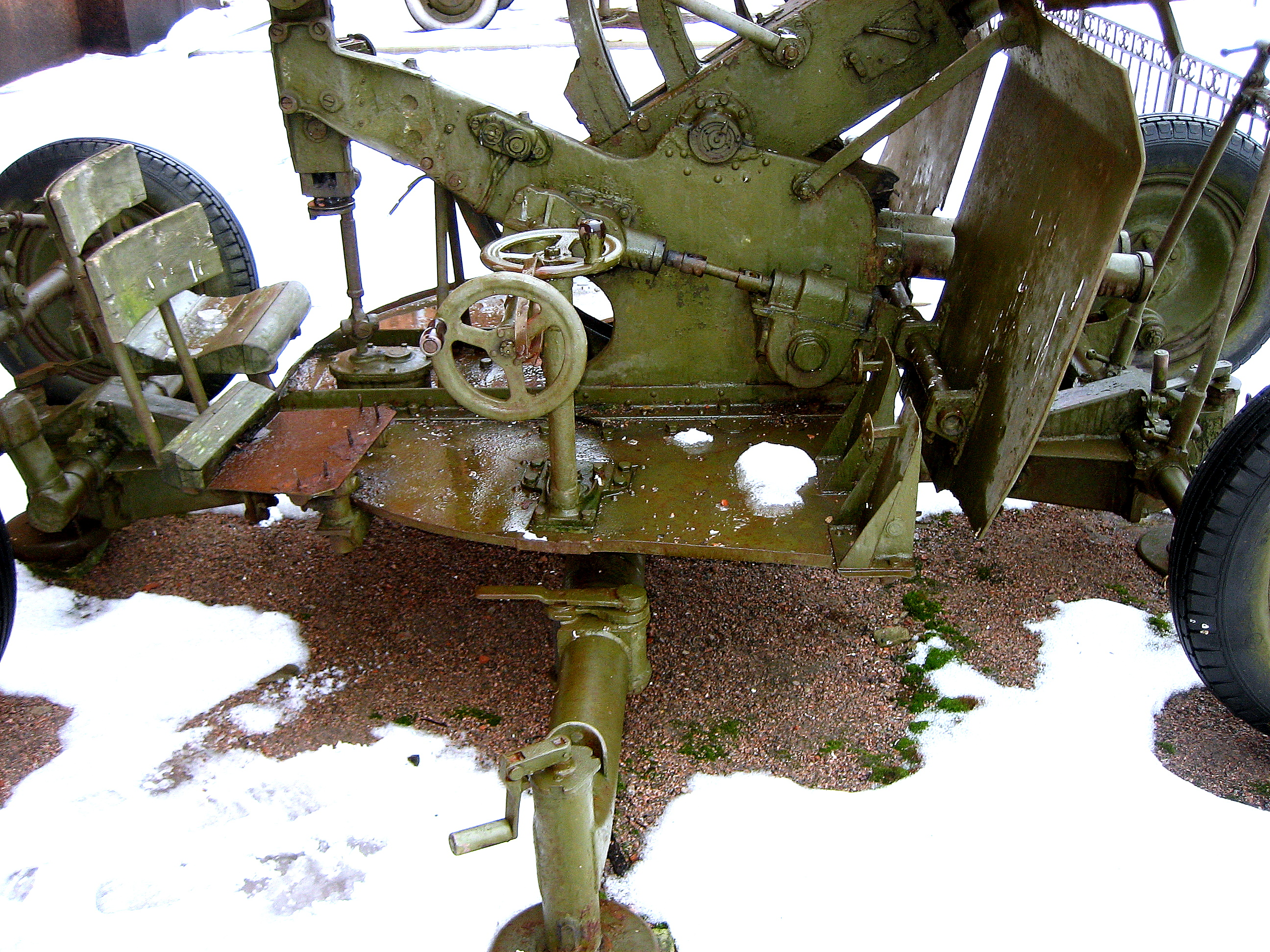
Вид справа. Видны детали конструкции станка, повозки и механизмов наведения

Станок орудия состоит из верхней и нижней частей. Верхняя часть станка вращающаяся, что обеспечивает горизонтальное наведение орудия. Одновременно, она является основанием для качающейся части орудия. Нижняя часть станка крепится к повозке и служит основанием для верхней части. На орудия выпуска с 1943 года к станку крепится щитовое прикрытие, защищающее расчёт от пуль и осколков. Механизмы наведения орудия служат для его наводки в вертикальной и горизонтальной плоскости и состоят из подъёмного и поворотного механизмов, расположенных на станке с правой стороны. Угловая скорость наводки составляет для вертикального наведения — 7°30′ за один оборот маховика, для горизонтального наведения — 19°30′.

### Уравновешивающий механизм
С целью обеспечения ведения стрельбы при больших углах возвышения, цапфы люльки значительно отнесены назад от центра тяжести качающейся части, что приводит к её неуравновешенности, затрудняющей работу подъёмного механизма. Неуравновешенность качающейся части компенсируется специальным уравновешивающим механизмом тянущего типа, представляющим собой две пружинные колонки, расположенные между щеками станка.

### Прицел
25-мм пушки обр. 1940 г. комплектовались либо автоматическим зенитным прицелом, либо коллиматорным прицелом К8-Т (часть орудий раннего выпуска). Автоматический зенитный прицел предназначен для решения задачи встречи снаряда с целью путём выработки упреждённых координат цели по имеющимся данным о её скорости, дальности, курсу, углу пикирования или кабрирования. Точность действия прицела зависит от точности определения параметров движения цели (определяемых на глаз) и своевременности введения данных параметров в прицел. Автоматический прицел предназначен для ведения огня на дальности до 2400 м при скорости цели от 0 до 200 м/с, максимальном угле пикирования в 90° и кабрирования в 60°. Автоматические прицелы выпуска до 1943 года имели некоторые отличия от более поздних прицелов (в частности, различная нарезка шкал). Некоторые орудия раннего выпуска вместо автоматического прицела комплектовались коллиматорным прицелом К8-Т, имеющим сетку с двумя концентрическими кольцами, соответствующими скорости цели в 60 и 90 м/с.

### Повозка

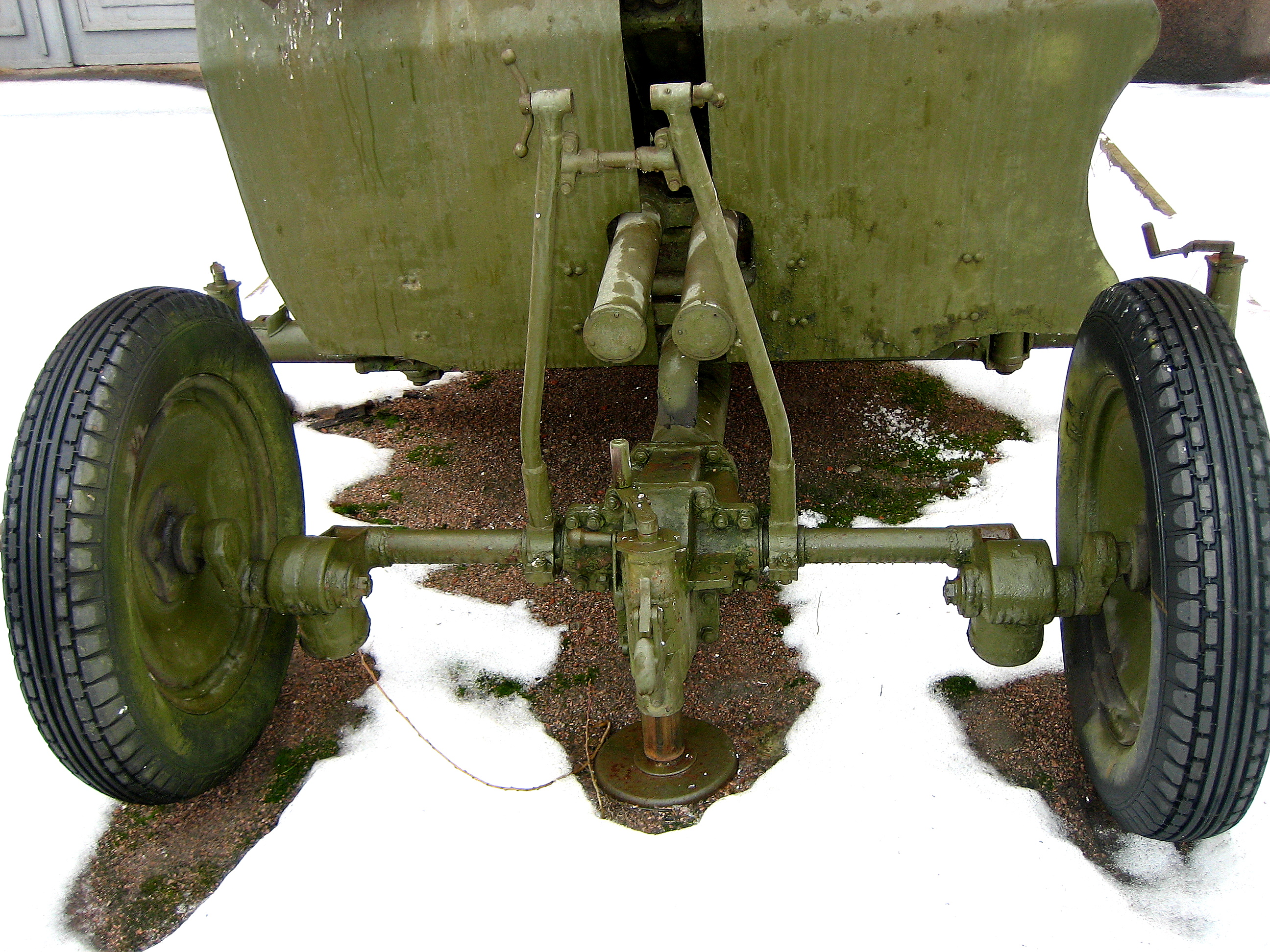
Вид спереди. Хорошо различимы повозка со сцепным устройством и колонки уравновешивающего механизма

Повозка орудия четырёхколёсная, с подрессориванием каждого колеса, колёсный ход при переходе в боевое положение не отделяется. Колёса автомобильного типа, на шинах ГК, заполненных губчатой резиной. Повозка состоит из рамы, переднего и заднего ходов, механизма управления повозкой, подрессоривания, механизмов перевода орудия из походного положения в боевое и четырёх станин. Передний ход поворотный, служит для изменения направления движения орудия при его буксировке, шарнирно соединён с рамой повозки при помощи балансира. К переднему ходу присоединён механизм управления повозкой. Подрессоривание пружинное, независимое для каждого колеса. Для присоединения пушки к тягачу имеются сцепные устройства (переднее и заднее).
Для облегчения перехода орудия из походного положения в боевое служат специальные амортизаторы, располагающиеся внутри балки рамы повозки. Для перевода орудия из походного положения в боевое и обратно требуются усилия четырёх человек, хорошо натренированный расчёт осуществляет переход за 40—45 секунд. В боевом положении повозка стоит на четырёх станинах (упорах). Горизонтирование повозки осуществляется при помощи четырёх домкратов и уровней, позволяющих устанавливать орудие на неровной местности. Максимальная скорость буксировки орудия по асфальтированному шоссе — 60 км/ч, по булыжной мостовой — 45 км/ч, по грунтовой дороге — 30 км/ч, по бездорожью — 15 км/ч.
| Калибр                                                          | 25 мм                                                     |
| Начальная скорость осколочно-зажигательной трассирующей гранаты | 910 м/с                                                   |
| Начальная скорость бронебойно-трассирующего снаряда             | 910 м/с                                                   |
| Практическая скорострельность                                   | 240 выстр./мин                                            |
| Горизонтальный обстрел                                          | не ограничен (360°, любое число оборотов в любую сторону) |
| Вертикальный обстрел                                            | от -10° до +85°                                           |
| Вес автомата                                                    | 164 кг                                                    |
| Вес системы в боевом и походном положениях                      | 1075 кг                                                   |
| Высота линии огня                                               | 900 мм                                                    |
| Клиренс                                                         | 328 мм                                                    |
| Ширина хода                                                     | 1440 мм                                                   |
| Время перевода из боевого положения в походное без чехлов       | около 75 сек                                              |
| Время перевода из походного положение в боевое без чехлов       | около 45 сек                                              |

## Модификации

### Серийные
- Орудия раннего изготовления (до 1943 года), без щитового прикрытия, часть орудий — с коллиматорными прицелами.
- Орудия позднего изготовления (с 1943 года), с щитовым прикрытием и рядом конструктивных изменений, направленных на повышение технологичности производства орудия (в частности, замена ряда штампованных и сварных деталей литыми)[28].
- Двухорудийная установка 94-КМ. Создана в 1944 году КБ завода № 88, представляет собой двухорудийную установку, состоящую из двух качающихся частей пушки 72-К на повозке пушки 61-К. Установка имела расчёт 9 человек, щитовое прикрытие и время перехода из походного положения в боевое в течение 30 секунд. Ввиду ряда недостатков (низкая точность прицела, задымлённость при стрельбе, частые отказы автоматов) выпуск орудия ограничился малой серией (237 пушек в 1944—1945 годах)[12].
- Стационарные установки (без повозок), размещённые на так называемых «столиках» — специальных площадках вокруг охраняемых объектов. Применялись в системе войск противовоздушной обороны[1].

### Опытные
- Счетверённая установка З-5. Спроектирована КБ завода № 88 в 1944—1945 годах. На вооружение не принималась.
- Автоматическая горная вьючная пушка. Характеристики на орудие утверждены 1 марта 1940 года. Вес установки в походном положении не должен был превышать 650 кг, питание — из магазина на 20 патронов, лафет трёхстанинный, транспортировка — буксировка четвёркой лошадей либо разделением на 7—8 вьюков. Работы прекращены на стадии проектирования[12].

### Зенитные самоходные установки с 72-К
Непосредственно перед началом Великой Отечественной войны рассматривался вопрос о создании так называемых зенитных танков. Этот подвид зенитных самоходных установок (ЗСУ) представлял собой танк, у которого штатная башня заменялась на другую, специально сконструированную под зенитные орудия или пулемёты. Среди проектов на ранней стадии разработки был и зенитный танк с башенной установкой 25-мм зенитного автомата 72-К на базе лёгкого танка Т-50. В связи с началом войны все работы по этой машине, получившей обозначение Т-50-2, были прекращены.
Во второй половине 1941 года были проведены испытания 25-мм пушки обр. 1940 г., установленной в кузове грузового автомобиля ГАЗ-ММ. Испытания завершились удачно, и данная импровизированная ЗСУ была запущена в серийное производство на Коломенском паровозостроительном заводе. Дополнительным стимулом производства этих машин являлось то обстоятельство, что для устанавливаемых в кузова автомобилей 72-К не требовались повозки, с организацией производства которой имелись серьёзные проблемы. Серийное производство данных ЗСУ было завершено в декабре 1941 года после выпуска порядка 200 машин в связи с эвакуацией завода-производителя. Также известно о выпуске ЗСУ, представляющих собой установку 25-мм пушки 94-КМ на шасси грузового автомобиля ЗИС-11 (удлинённый вариант ЗИС-5).

### Корабельные орудия
25 марта 1940 года завод им. Калинина получил тактико-технические требования на 25-мм корабельную зенитную установку, получившую заводской индекс 84-К. К июлю 1941 года опытный образец нового орудия был готов и отправлен на испытания. 84-К была создана на базе качающейся части 72-К с некоторыми изменениями в люльке, коробке автомата и затыльнике. Также был введён уравновешивающий механизм нового типа — вместо пружин качающуюся часть орудия в цапфах уравновешивали грузы-противовесы. Установка одноствольная, палубная на центральном штыре, с воздушным охлаждением ствола и щитовым прикрытием. Орудие успешно прошло испытания, было рекомендовано для принятия на вооружение, но в серийное производство запущено не было в связи с эвакуацией завода им. Калинина. В декабре 1943 года доработка орудия была поручена конструкторам завода № 88, которые создали модификацию пушки, получившую индекс 84-КМ. Испытания установки на корабле были проведены в мае 1944 года, после чего эта артиллерийская система была принята на вооружение и запущена в серийное производство. В 1944 году было произведено 260 установок, в 1945 году — ещё 70 установок, на чём серийное производство было завершено. 25-мм установки 84-КМ устанавливались на катерах различных типов.
В 1944 году на заводе № 88 была спроектирована 25-мм двухорудийная установка З-1, предназначенная для вооружения подводных лодок. Опытный образец установки прошёл полигонные испытания в конце 1944 года, но на вооружение эта система принята не была и серийно не выпускалась.

### Вооружение бронепоездов
25-мм пушки обр. 1940 г. широко использовались для вооружения бронепоездов. В частности, в конце декабря 1941 года с этой целью Главным артиллерийским управлением РККА было отпущено 40 орудий этого типа. На бронепоездах 72-К устанавливались на специальных бронеплощадках ПВО, по 1—2 орудия на бронеплощадку, причём нередко встречались варианты смешанного вооружения, когда на бронеплощадке ПВО вместе с 72-К устанавливались 37-мм пушки 61-К или крупнокалиберные пулемёты ДШК.

## Боеприпасы и баллистика

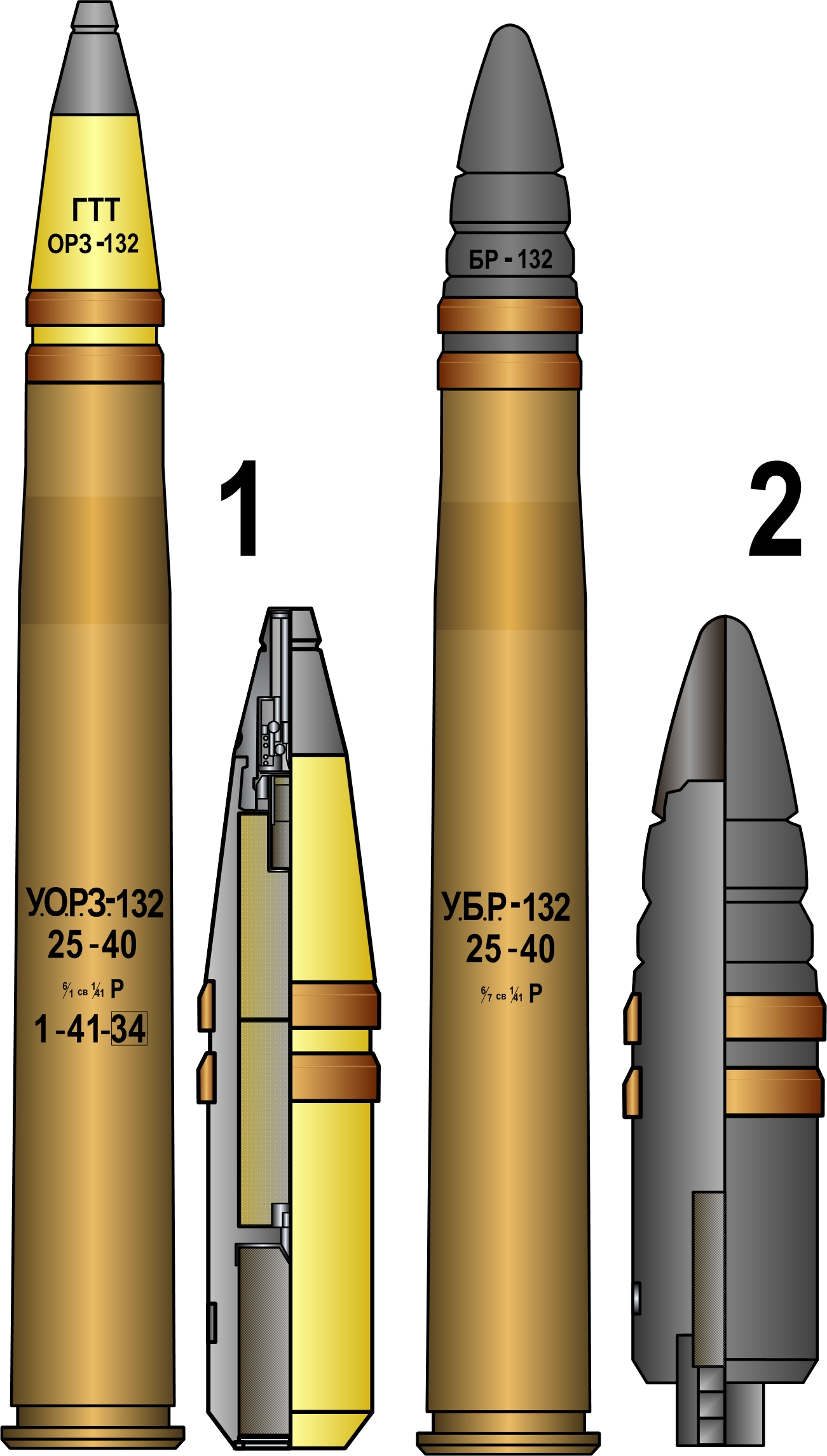
Выстрелы и снаряды к 25-мм автоматической зенитной пушке обр.1940 г.
1. Выстрел УОРЗ-132 со снарядом ОРЗ-132.
2. Выстрел УБР-132 со снарядом БР-132.

Выстрелы орудия комплектовались в виде унитарного патрона. В гильзе патрона последовательно от днища к дульцу размещены воспламенитель массой 2,5 г из дымного пороха, метательный заряд Ж-132 из пороха марки 6/7 массой 0,1 кг и размеднитель в виде мотка свинцовой проволоки массой 2 г. Сверху заряд закреплён картонным кружочком, имеющим просечку в центре для обеспечения воспламенения трассёра. Воспламенение заряда обеспечивается капсюльной втулкой КВ-2. Выстрелы хранились в ящиках по 60 патронов, перед применением снаряжались в обоймы по 7 патронов. 25-мм пушка обр. 1940 г. имела небольшой ассортимент боеприпасов, включавший в себя осколочно-зажигательную трассирующую гранату ОЗР-132 и бронебойно-трассирующий снаряд БР-132, также имеются упоминания о зажигательной трассирующей гранате ЗР-132. Осколочно-зажигательная граната ОЗР-132 снабжена взрывателем К-20 (массой 24,7 г) и самоликвидатором, срабатывающим после догорания трассёра примерно через 5 секунд после выстрела. Бронебойно-трассирующий снаряд БР-132 сплошной, тупоголовый с баллистическим наконечником, заряда взрывчатого вещества и взрывателя не имеет. Масса патрона с осколочно-зажигательным снарядом 0,627 кг, с бронебойным снарядом 0,684 кг.
| Номенклатура боеприпасов                                                          |                 |                   |             |                         |                           |
| Тип                                                                               | Индекс выстрела | Масса снаряда, кг | Масса ВВ, г | Начальная скорость, м/с | Дальность табличная, м    |
| Осколочно-зажигательные снаряды                                                   |                 |                   |             |                         |                           |
| Осколочно-зажигательная трассирующая граната с самоликвидацией с взрывателем К-20 | УОЗР-132        | 0,288             | 13          | 910                     | 3000 (по самоликвидатору) |
| Бронебойные снаряды                                                               |                 |                   |             |                         |                           |
| Тупоголовый с баллистическим наконечником трассирующий сплошной                   | УБР-132         | 0,28              | нет         | 900                     | 2000 (табличная)          |
| Зажигательные снаряды                                                             |                 |                   |             |                         |                           |
| Зажигательная трассирующая граната                                                | УЗР-132         | ?                 | ?           | ?                       | ?                         |

| Таблица бронепробиваемости для 72-К |                          |                          |
| Тупоголовый с баллистическим наконечником сплошной бронебойный снаряд БР-132 |                          |                          |
| Дальность, м | При угле встречи 60°, мм | При угле встречи 90°, мм |
| 100 | 35                       | 42                       |
| 250 | 32                       | 38                       |
| 500 | 28                       | 34                       |
| 750 | 24                       | 30                       |
| 1000 | 21                       | 26                       |
| Приведённые данные относятся к советской методике расчёта пробивной способности (формула Жакоба де Марра с коэффициентом K = 2400). Следует помнить, что показатели бронепробиваемости могут заметно различаться при использовании различных партий снарядов и различной по технологии изготовления брони. |                          |                          |

## Оценка проекта
Согласно заданию 72-К предназначалась для противовоздушной обороны уровня стрелкового полка как более лёгкое и мобильное орудие по сравнению с 37-мм пушкой 61-К. Традиционно к орудиям полковой артиллерии, которые находятся на переднем крае либо вблизи него, предъявляются требования небольших габаритов и массы для облегчения их укрытия и маскировки на местности, а также перемещения по полю боя только силами их расчётов. Вследствие установки на громоздкой четырёхколёсной повозке 25-мм зенитная пушка обр. 1940 г. не вполне соответствовала этим требованиям. По мнению известного автора книг в области истории артиллерийского вооружения А. Б. Широкорада создание 72-К являлось ошибочным шагом, по его мнению более оптимальным вариантом было бы создание лёгкого зенитного орудия с отделяемым двухколёсным ходом на базе 23-мм авиационной пушки ВЯ.
В фактически сложившихся условиях 72-К поступала в те же подразделения, что и 61-К, по сравнению с которой она имела меньшую действенность огня, но бо́льшую подвижность. Кроме того, полноценное серийное производство 72-К удалось организовать лишь в 1943 году, в результате чего в первой половине войны Красная Армия практически не имела лёгких зенитных пушек.

### Зарубежные аналоги

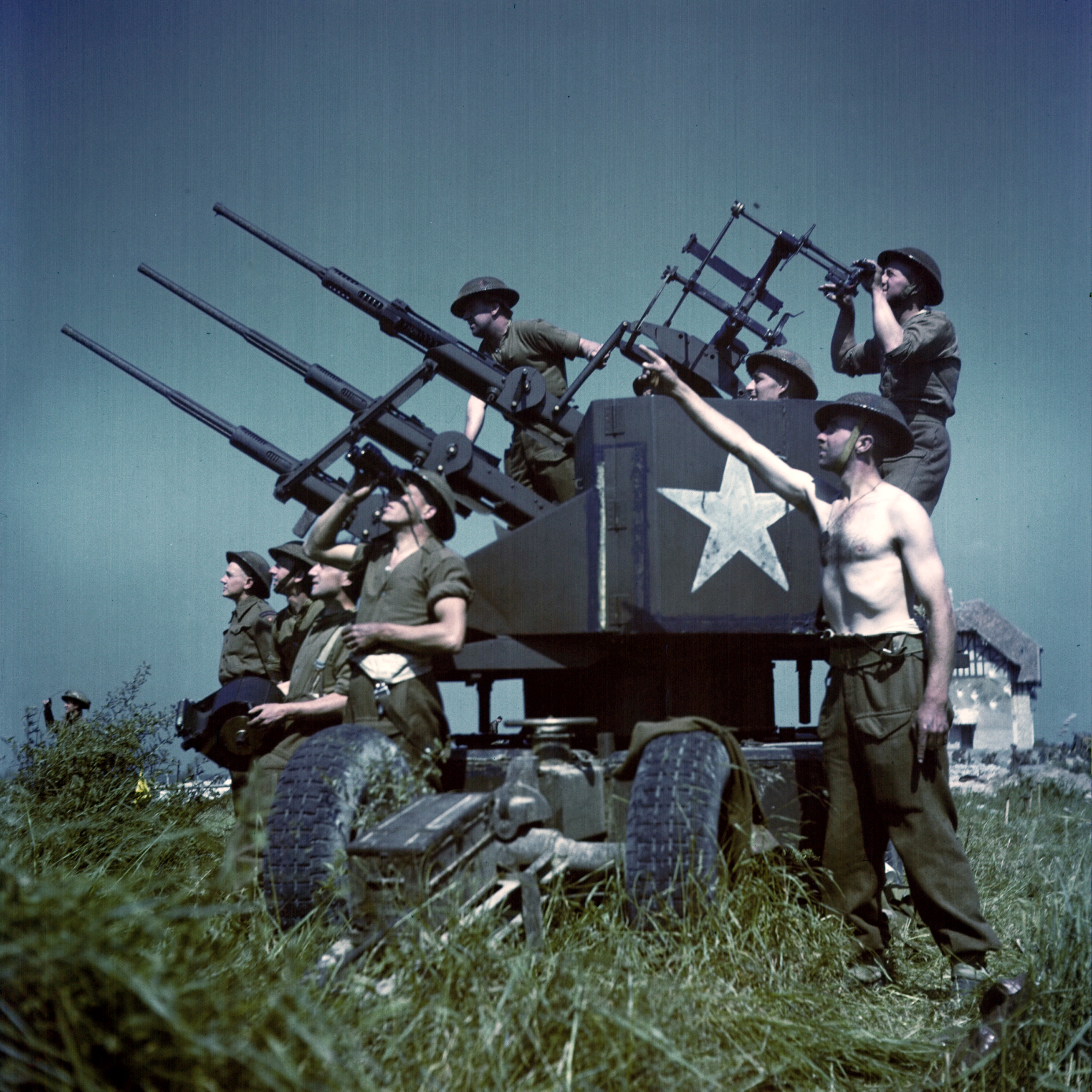
Строенная установка Polsten

Аналогами 72-К в армиях других государств эпохи Второй мировой войны являлись зенитные орудия калибра от 20 до 30 мм. В вариантах полевых орудий, все они устанавливались на треножные лафеты с отделяемым тем или иным способом колёсным ходом. Такая конструкция лафета давала безусловный выигрыш в габаритах орудия, а также в его массе в походном и особенно в боевом положении.
Однако в ряде ситуаций, например, отражении внезапной вражеской воздушной или наземной атаки, наличие четырёхколёсной повозки могло быть скорее положительным обстоятельством — с неё орудие могло очень быстро открыть ответный огонь прямо из походного положения, даже без отцепки его от остановившегося тягача. Системы же на треножных лафетах требовали обязательно отцепки от тягача, удаления их на некоторое расстояние от него для разведения станин и снятия колёсного хода. Все эти операции занимали время, позволяющее атакующему противнику спокойно нанести выверенный удар, тогда как даже неприцельная очередь из уже открывшей огонь 72-К затрудняла ему столь спокойное выполнение стоящей перед ним задачи. Хотя в руководстве службы 72-К нет раздела о ведении огня из походного положения, одновременно там же нет и запрета на такую операцию, которая была дозволена руководством службы для весьма близкой по типу 37-мм зенитной пушки 61-К.
В качестве безусловного преимущества советского орудия можно отметить обойменное питание, позволявшее вести непрерывную стрельбу, интенсивность которой была ограничена лишь навыками заряжающих и нагревом ствола; широко используемое в аналогах магазинное питание приводило к неизбежным задержкам в стрельбе на время замены магазина.
В предвоенные годы, широкое распространение получила 20-мм пушка «Эрликон», ведущая свою родословную от 20-мм автоматической пушки Беккера, разработанной ещё в кайзеровской Германской империи. Не имея возможности в результате положений Версальского договора заниматься её совершенствованием, немцы передали швейцарской фирме SeMAG (Seebach Maschinenbau Aktiengesellschaft) необходимую патентную и техническую документацию на это орудие. После банкротства этого предприятия его активы были приобретены фирмой «Эрликон» (Oerlikon), которая продолжила работу над 20-мм автоматической пушкой. Именно под названием «Эрликон» она была представлена на мировой рынок вооружений и приобрела широкую известность, как в зенитном, так и в авиационном варианте. Зенитные орудия этого типа или лицензии на их производство были приобретены рядом стран мира, в частности Великобританией и США. Орудие получило широкое применение в качестве средства противовоздушной обороны кораблей, однако существовали и полевые варианты пушки, применявшиеся в Германии (2 cm Flak 28), Чехословакии (2 cm VKPL vz. 36), Великобритании и других странах. В этом качестве они более чем вдвое уступали 72-К в массе выстреливаемого снаряда (130 г против 288 г), меньшей была и начальная скорость (850 м/с против 910 м/с). В некоторой степени это компенсировалось значительно более высокой скорострельностью (теоретическое значение у «Эрликона» достигало 650 выстрелов в минуту против 240 у 72-К). Первоначально представители вооружённых сил США отметили превосходство «Эрликонов» над используемыми в целях ПВО крупнокалиберными пулемётами «Браунинг» М2HB, однако в итоге и в армии, и во флоте США они уступили место другим артиллерийским системам. На морских театрах военных действий 40-мм «Бофорсы» оказались намного более эффективными против авиации стран Оси палубного и берегового базирования, а на суше установленные на полугусеничные бронетранспортёры различные комбинации 37-мм пушек и 12,7-мм пулемётов зарекомендовали себя более мощным и эффективным средством ближней ПВО, чем 20-мм «Эрликоны». В армии Великобритании, помимо оригинальных «Эрликонов», значительно более широкое применение получил их усовершенствованный вариант, известный под названием Polsten. Данное орудие изначально разрабатывалось в Польше, причём главной целью работ было упрощение и удешевление конструкции пушки. К моменту оккупации Польши, работы над орудием не были завершены, однако коллективу разработчиков удалось выехать в Великобританию и закончить разработку пушки, которая была принята на вооружение британской армии и с 1943 года поставлена на серийное производство. Polsten имел рекордно малую массу в боевом положении, всего 231 кг, питание патронами осуществлялось из 30- или 60-зарядных магазинов. Помимо одинарных установок, выпускались строенные и счетверённые орудия, а также вариант пушки для парашютных войск.
| Тактико-технические характеристики автоматических зенитных орудий калибра 20—30 мм |                                           |                                 |                                 |                                 |                                 |                                 |                                 |
| Характеристика                                                                     | обр. 1940 г.                              | Polsten                         | Flak 38                         | Flak 103/38                     | Hotchkiss                       | Breda Modello 35                | Тип 98                          |
| Страна                                                                             | Союз Советских Социалистических Республик | Великобритания                  | Нацистская Германия             | Нацистская Германия             | Франция                         | Королевство Италия (1861—1946)  | Япония                          |
| Калибр, мм/длина ствола, клб.                                                      | 25/82,6                                   | 20/72,4                         | 20/65                           | 30/44,6                         | 25/60                           | 20/75                           | 20/70                           |
| Масса в походном положении, кг                                                     | 1200                                      | ?                               | 750                             | 879                             | 1180                            | 370                             | 373                             |
| Масса в боевом положении, кг                                                       | 1200                                      | 218                             | 420                             | 619                             | 430                             | 307                             | 268                             |
| Тип повозки                                                                        | четырёхколёсная с неотделяемым ходом      | двухколёсная с отделяемым ходом | двухколёсная с отделяемым ходом | двухколёсная с отделяемым ходом | двухколёсная с отделяемым ходом | двухколёсная с отделяемым ходом | двухколёсная с отделяемым ходом |
| Масса осколочного снаряда, кг                                                      | 0,288                                     | 0,119                           | 0,12                            | 0,32                            | 0,25                            | 0,16                            | 0,136                           |
| Начальная скорость осколочного снаряда, м/с                                        | 910                                       | 831                             | 900                             | 900                             | 900                             | 840                             | 830                             |
| Скорострельность (темп стрельбы), выстр/мин                                        | 240                                       | 450                             | 480                             | 425                             | 220                             | 230                             | 300                             |
| Заряжание                                                                          | обойменное                                | магазинное                      | магазинное                      | ленточное                       | магазинное                      | обойменное                      | магазинное                      |
| Секундная масса залпа кг/с (Минутная кг/м)                                         | 1,15 (69,12)                              | 0,89 (53,55)                    | 0,96 (57,6)                     | 2,27(136)                       | 0,92 (55)                       | 0,61(36,8)                      | 0,68 (40,8)                     |

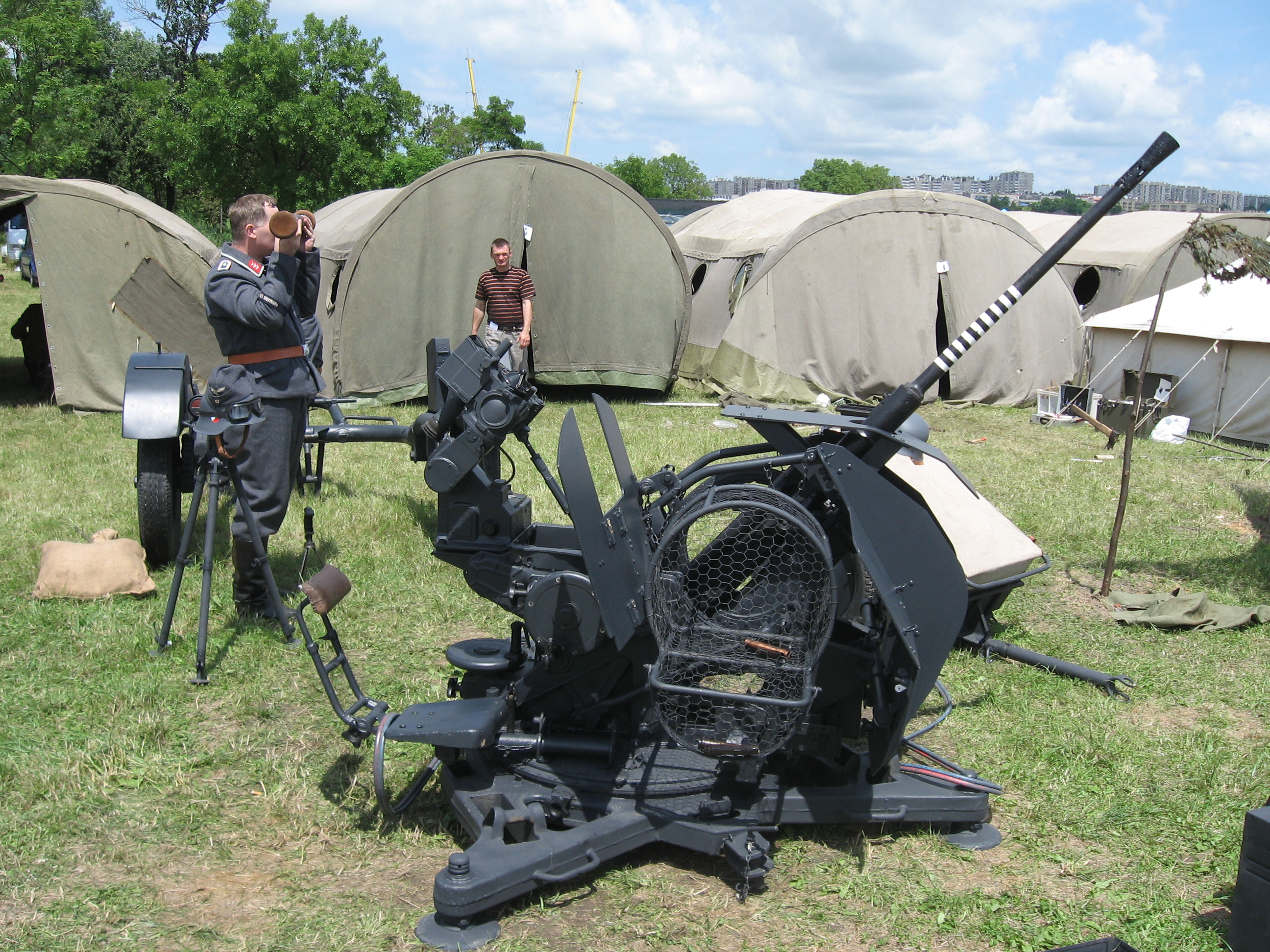
Flak 38 в боевом положении, рядом с орудием виден отделённый колёсный ход

Другим семейством 20-мм зенитных орудий стали немецкие орудия этого калибра. Разработанная фирмой «Рейнметалл» в 1930 году для СССР 20-мм автоматическая зенитная пушка всё ещё не могла открыто производиться вследствие всё тех же положений Версальского договора. Как случилось ранее с орудием Беккера, фирма-разработчик передала документацию на его изготовление швейцарской фирме «Золотурн» (Solothurn). После прихода к власти НСДАП и преобразования Веймарской республики в Третий рейх рейхсканцлер Адольф Гитлер денонсировал все запрещающие статьи Версальского договора, и 20-мм зенитка фирмы «Рейнметалл» была принята на вооружение кригсмарине и люфтваффе под обозначением 2 cm Flugabwehrkanone 30. По сравнению с более поздней 72-К 2 cm Flak 30 не имела значимых преимуществ по баллистике и скорострельности, а по некоторых параметрам и вовсе уступала советской зенитке (масса снаряда около 115—140 г, начальная скорость 900 м/с, теоретическая скорострельность 280 выстрелов в минуту). К достоинствам немецкого орудия следует отнести гораздо меньшую массу в походном и боевом положении, а также отделяемый двухколёсный ход. Руководство сухопутных сил вермахта критически оценивало эту зенитку с самого начала и приняло на вооружение не её, а альтернативную конструкцию фирмы «Маузер». Зенитный автомат 2 cm Flugabwehrkanone 38 при той же баллистике был практически вдвое скорострельнее (450 выстрелов в минуту), а потому ёмкость магазина увеличили до 40 патронов. В целом по начальной скорости и массе секундного залпа на практике 2 cm Flak 38 находилась в одной категории с 72-К. В 1940 году появилась счетверённая установка 2 cm Flugabwehrkanone 38 — за счёт увеличения числа стволов в четыре раза возросла масса секундного залпа, но платой за такое повышение эффективности стало увеличение массы до 1509 кг в боевом и 2100 кг в походном положении. Все варианты немецких 20-мм зениток устанавливались на военные суда кригсмарине, а также на самоходные установки на полугусеничной или танковой базе.
К 1944 году в Германии была разработана 30-мм автоматическая зенитная пушка Flak 103/38, представлявшая собой наложение авиационной пушки MK 103 на лафет Flak 38. При близкой начальной скорости и большей по сравнению с 72-К массе снаряда, немецкое орудие имело более высокую скорострельность и ленточное боепитание, а также меньшие габариты и массу. Помимо Flak 103/38, на базе МК 103 также была создана зенитная пушка MK 303 Br, отличавшаяся ещё более высокой начальной скоростью снаряда (1080 м/с). Однако развернуть широкомасштабное производство этих зенитных автоматов немцы не успели, до конца войны удалось выпустить лишь 189 Flak 103/38 и 222 MK 303 Br, а также опытную серию счетверённых установок 3 cm Flakvierling 103/38. Как 20-мм, так и 30-мм немецкие автоматические зенитные пушки имели большой ассортимент боеприпасов, включающий в том числе подкалиберные снаряды.

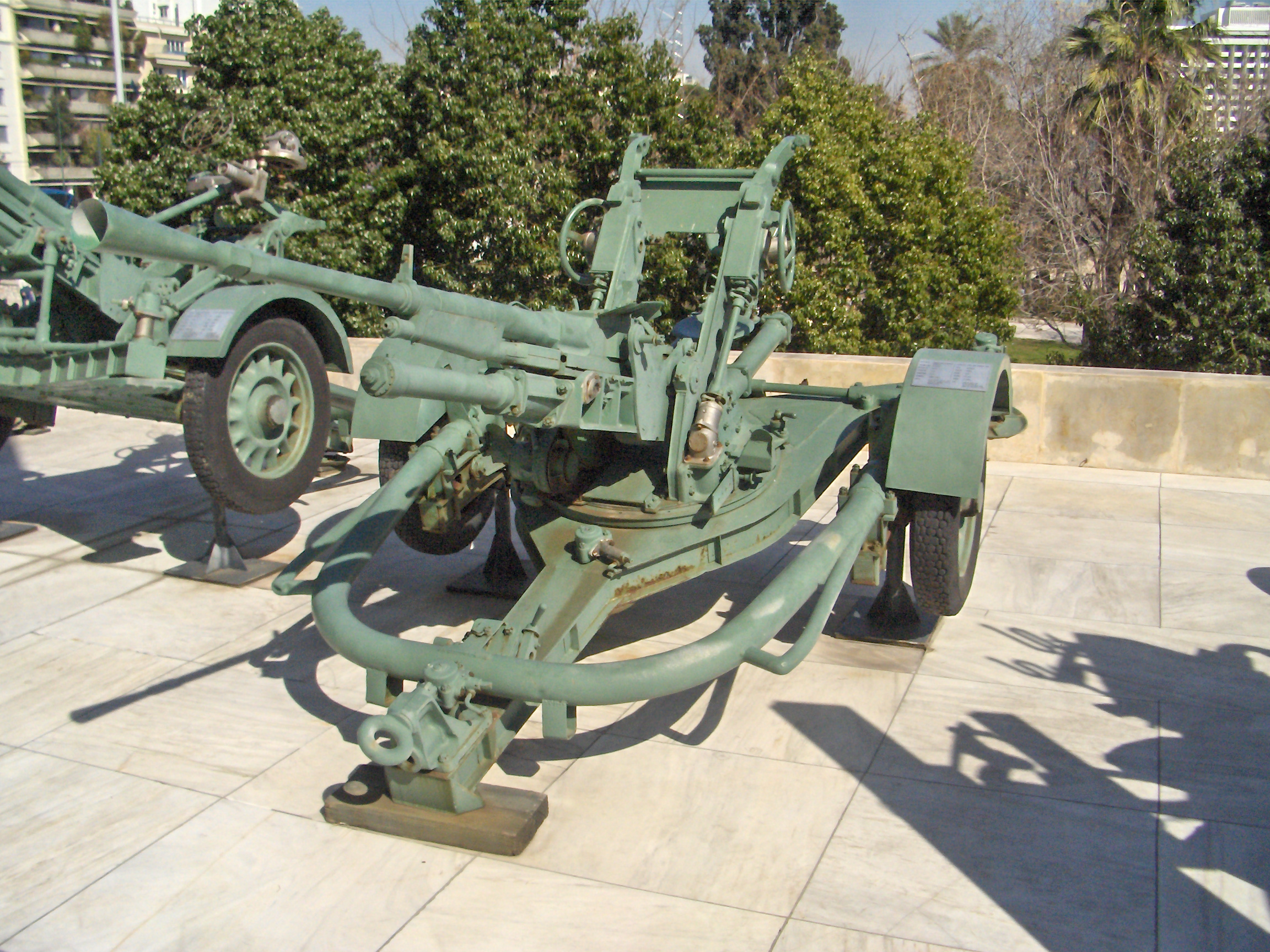
25-мм пушка Гочкиса в походном положении

Во Франции в 1938 году была принята на вооружение 25-мм автоматическая зенитная пушка, разработанная компанией Hotchkiss. При близкой начальной скорости, французское орудие имело более лёгкий снаряд, меньшую скорострельность и питание патронами из 15-зарядных магазинов, на замену которых требовалось от 3 до 4 с. Кроме того, автомат был очень чувствителен к загрязнению, что на практике приводило к частым задержкам в стрельбе.
В Италии на вооружении имелись 20-мм пушки Бреда и Скотти. Обе системы в боевом положении размещались на треножном станке, а перевозились на отделяемой двухколёсной тележке. Оба орудия имели близкую и более слабую по сравнению с 72-К баллистику, но отличались типом питания — пушка Скотти использовала круглый магазин, а орудие Бреда — обойму на 12 патронов, вставляемую сбоку орудия и выходившую с другой стороны по мере израсходования патронов. По удобству заряжания итальянские пушки также уступали 72-К, безусловно выигрывая у неё в габаритах и массе.
Японская армия использовала два типа 20-мм зенитных пушек — Тип 2 и Тип 98 и 25 мм зенитную пушку Тип 96. Первое орудие представляло собой японский вариант Flak 38; пушка Тип 98 по сравнению с советским орудием имела более слабую баллистику и несколько более высокую скорострельность, которая однако снижалась на практике его питанием патронами в виде 20-зарядных магазинов. Масса японского орудия была намного меньше советского. Обе 20-мм японских пушки также производились и в виде спаренных установок.
25-мм зенитная пушка Тип 96 — представляла собой использовавшийся в Японии вариант орудия французской фирмы «Гочкисс».

## Сохранившиеся экземпляры
25-мм автоматическую зенитную пушку обр. 1940 г. можно увидеть в Музее артиллерии и инженерных войск в Санкт-Петербурге, в Центральном музее Великой Отечественной войны в Москве (как 72-К, так и 94-КМ), в Музее отечественной военной истории в Истринском районе Московской области в деревне Падиково.